# Jacques Chausson
Jacques Chausson, dit « des Estangs », né vers 1618 et exécuté le 29 décembre 1661, est un ancien douanier et écrivain français.
Arrêté le 16 août 1661 pour une tentative de viol sur Octave des Valons, un jeune noble de dix-sept ans, il est reconnu coupable de sodomie et condamné au bûcher. Après avoir eu la langue coupée, il est brûlé vif avec son complice Jacques Paulmier, dit « Fabri ».
Cette exécution connaît un très grand retentissement. Elle suscite de nombreuses épigrammes largement diffusées. Le procès de Chausson compte parmi les plus mémorables instruits du XIVe siècle au XVIIIe siècle pour sodomie. Les historiens s'y réfèrent.

## Déposition
Cejourd’huy vendredy, vingt neuvième jour du mois d’aoust, est comparu pardevant nous un quidam vetu de drap couleur canelle, lequel nous a declaré qu’il venoit pour obéir à notre ordonnance en datte du jour d’hier, lequel quidam nous aurions questionné et interrogé en la maniere et façon qui s’ensuit : Interrogé quel nom il avoit, a repondu etre nommé et appelé Octave Jullien Des Valons, Ecuyer, fils de Germain Des Valons, Ecuyer, sieur de Duchesne, et de deffunte Louise Angelique Du Vesnien, sa femme. Interrogé quel age il avoit, a repondu qu’il avoit eu dix sept ans le dix huitieme jour de mars passé. Interrogé quel etoit le sujet de la dispute qu’il avoit eu, le mardy douzieme d’aoust dernier, avec les nommez Jacques Chausson et Jacques Paulmier, dans un second appartement d’une maison située rue Saint Antoine, aupres de la vieille rue du Temple, occupée par ledit Chausson ; a repondu que, connoissant ledit Chausson, et ayant été mené chez luy par un jeune homme appelé Le Sueur, il etoit enfin venu chez luy ledit jour douze aoust, et que ledit Paulmier avoit dit audit Chausson en parlant de luy Des Valons : « Voilà un joly blondin ! » surquoy ledit Chausson avoit repondu : « Je le croys assez joly garçon pour vous offrir ses services » ; que luy Des Valons ayant repliqué qu’il souhaitteroit etre propre à quelque chose, ledit Chausson avoit pris la parole, et dit que le service qu’on lui demandoit ne luy couteroit rien, et que ledit sieur Paulmier etoit de son côté assez obligeant pour luy en rendre de pareils lorsqu’il voudroit ; que luy Des Valons, ayant eu le malheur de temoigner qu’il ne demandoit pas mieux que d’effectuer de sa part l’envie qu’il avoit d’obliger ledit Paulmier, ledit Chausson s’etoit avancé, et l’ayant embrassé luy avoit deffait en meme tems le bouton de sa culotte, et ensuite ledit Paulmier s’etoit mis en devoir de le connoitre charnellement, et de commettre avec luy le crime de sodomie, ce qu’ayant senty, il s’etoit mis à crier, et etoit debattu, ensorte qu’une vieille femme, travaillant à la journée chez le sieur Petit, Marchand de bas, principal de laditte maison, etoit accourue.

## Postérité
Claude Le Petit, qui devait connaître le même sort l’année suivante, écrivit ces deux poèmes en souvenir de Chausson :
Si l’on brûlait tous ceux
Qui font comme eux
Dans bien peu de temps hélas
Plusieurs seigneurs de France
Grands prélats d’importance
Souffriraient le trépas.
Savez-vous l’orage qui s’élève
Contre tous les gens de bien?
Si Chausson perd son procès en Grève,
Le cu ne servira plus de rien.
Si Chausson perd son procès en Grève,
Le con gagnera le sien.
Je suis ce pauvre garçon
Nommé Chausson
Si l’on m’a rôti
À la fleur de mon âge
C’est pour l’amour d’un page
Du prince de Conti.
Si le bougre D’Assouci.
Eût été pris
Il aurait été rôti
Tout au travers des flammes
Comme ces deux infâmes
De Chausson et de Fabri.
Amis, on a brûlé le malheureux Chausson... (1661)
Amis, on a brûlé le malheureux Chausson,
Ce coquin si fameux, à la tête frisée ;
Sa vertu par sa mort s'est immortalisée :
Jamais on n’expira de plus noble façon.
Il chanta d’un air gai la lugubre chanson
Et vêtit sans pâlir la chemise empesée,
Et du bûcher ardent de la pile embrasée,
Il regarda la mort sans crainte et sans frisson.
En vain son confesseur lui prêchait dans la flamme,
Le crucifix en main, de songer à son âme ;
Couché sous le poteau, quand le feu l'eut vaincu,
L'infâme vers le ciel tourna sa croupe immonde,
Et, pour mourir enfin comme il avait vécu,
Il montra, le vilain, son cul à tout le monde.